# Filip Stanisław Dubiski

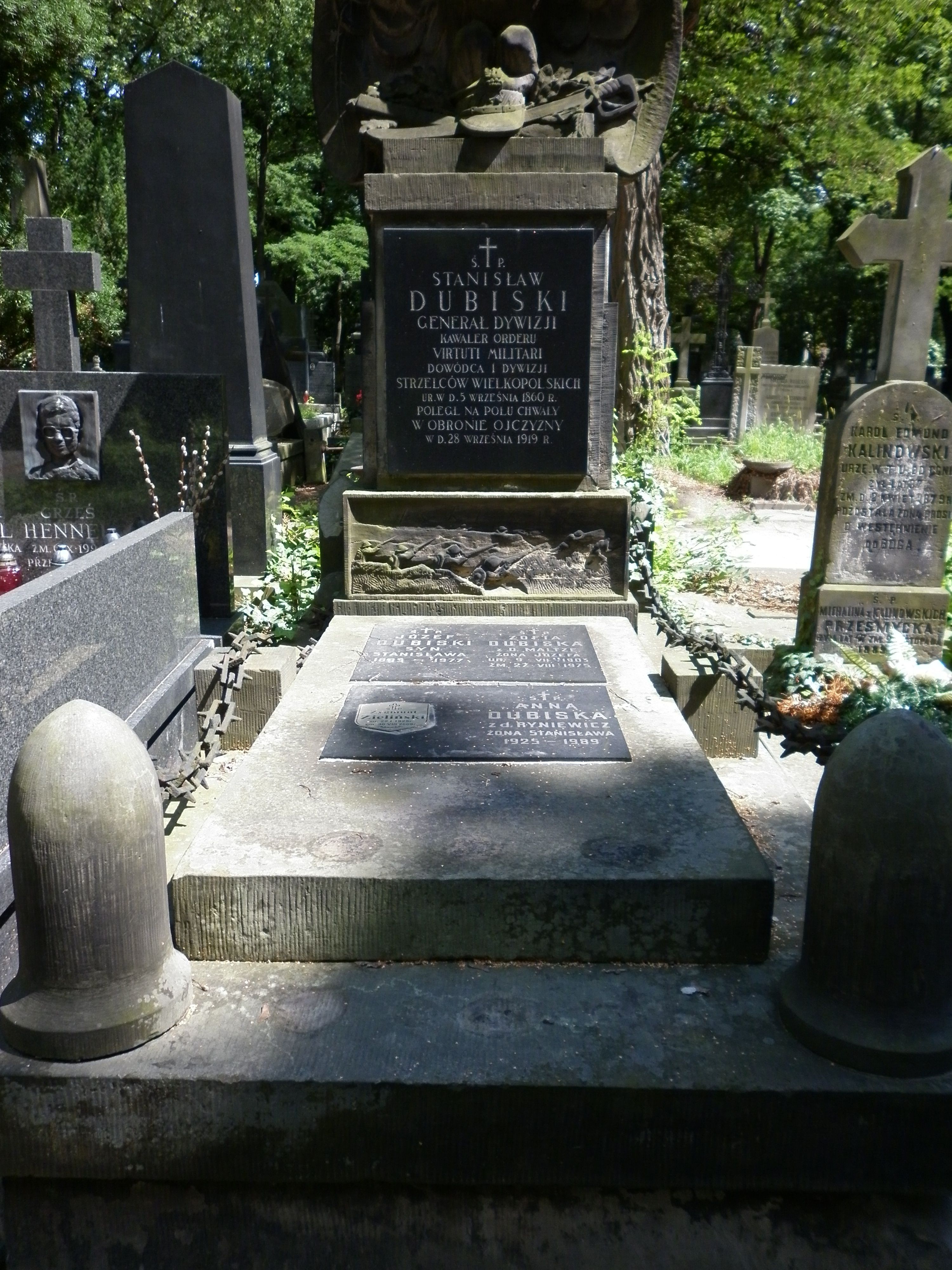
Grób na cmentarzu Powązkowskim w Warszawie

Filip Stanisław Dubiski (ur. 4 września (23 sierpnia) 1860 w Dubiszczach na Wołyniu, zm. 28 września 1919 pod miejscowością Rynia koło Bobrujska) – generał porucznik Wojska Polskiego, kawaler Orderu Virtuti Militari, uczestnik trzech wojen: rosyjsko-japońskiej, I światowej i polsko-bolszewickiej oraz powstania wielkopolskiego.

## Życiorys
Ukończył Kijowski Korpus Kadetów i 1 września 1879 rozpoczął zawodową służbę w Armii Imperium Rosyjskiego. Do okresu służby wliczone mu zostały dwa lata nauki w 2 Konstantynowskiej Szkole Wojskowej w Petersburgu. W 1881, po ukończeniu szkoły wojskowej, awansowany został na podporucznika ze starszeństwem z 8 sierpnia tego roku i przydzielony do Wołyńskiego Pułku Gwardii w Warszawie, który wchodził w skład 3 Dywizji Piechoty Gwardii. Z chwilą przeniesienia do Gwardii otrzymał stopień chorążego gwardii z zachowaniem starszeństwa z 8 sierpnia 1881. Trzy lata później mianowany został podporucznikiem gwardii ze starszeństwem z 30 sierpnia 1884. Po 1896 przeniesiony został z gwardii do armii, w stopniu podpułkownika. Służył w jednostce piechoty w Puławach. Przeszedł kolejne szczeble dowódcze i sztabowe na Dalekim Wschodzie i na Kaukazie. 
25 marca 1914 awansował na generała majora i objął dowództwo 2 brygady 39 Dywizji Piechoty. Odznaczył się na froncie tureckim i w operacji nad rzeką Eufrat. W 1916 formował w Tyflisie 5 Kaukaską Dywizję Strzelecką, w której służyło wielu Polaków i dowodził nią od 2 kwietnia do 16 września oraz przejściowo dowodził I Korpusem na Froncie Kaukaskim. W 1917 został zdymisjonowany przez rząd Aleksandra Kiereńskiego, z awansem na generała porucznika, i powrócił do Polski.
Z dniem 23 grudnia 1918 przyjęty został do Wojska Polskiego, z zatwierdzeniem posiadanego stopnia generała porucznika ze starszeństwem z 6 sierpnia 1916, i przydzielony do Rezerwy Oficerskiej.
Od stycznia 1919, po wybuchu powstania wielkopolskiego, organizował i dowodził 1 Dywizją Strzelców Wielkopolskich. W czerwcu tego roku objął dowództwo Okręgu Zachodniego Wojsk Wielkopolskich. 12 września 1919 ponownie objął dowództwo 1 Dywizji Strzelców Wielkopolskich. Zginął 28 września 1919 pod m. Rynia k. Bobrujska, na froncie bolszewickim. Pochowany został na cmentarzu Powązkowskim w Warszawie (kwatera R-2-27). 21 kwietnia 1920 został pośmiertnie zatwierdzony z dniem 1 kwietnia 1920 w stopniu generała porucznika, w grupie oficerów byłych Korpusów Wschodnich i byłej armii rosyjskiej.

## Awanse
- podporucznik (Подпоручик) – starszeństwo z 8 sierpnia 1881
- chorąży (Прапорщик гвардии) – starszeństwo z 8 sierpnia 1881
- podporucznik (Подпоручик гвардии) – starszeństwo z 30 sierpnia 1884
- porucznik (Поручик гвардии) – starszeństwo z 8 sierpnia 1885
- sztabskapitan (штабс-капитан гвардии) – starszeństwo z 5 kwietnia 1892
- kapitan (капитан гвардии) – starszeństwo z 6 grudnia 1896
- podpułkownik – starszeństwo z 6 grudnia 1896 (po przeniesieniu z gwardii do armii)
- pułkownik (полковник) – starszeństwo z 5 października 1904
- generał major (генерал-майор) – 25 marca 1914
- generał lejtnant (генерал-лейтенант) – 6 sierpnia 1916 (5 listopada 1917)

## Ordery i odznaczenia
- Krzyż Srebrny Orderu Wojskowego Virtuti Militari nr 5279 – pośmiertnie 24 marca 1922[6][7]